# آلن استون
 آلن استون (انگلیسی: Allan Stone؛ زاده ۱۴ اکتبر ۱۹۴۵ درگذشته ۲۰۰۶) یک تنیس‌باز اهل استرالیا بود.